# Stuller Gyula
Stuller Gyula (Vizsoly, 1847. május 22. – Besztercebánya, 1908. december 17.) orvosdoktor, magyar királyi bányafőorvos.

## Életútja
Atyja a gróf Keglevichék gazdatisztje volt. Középiskoláit Miskolcon és Rozsnyón, orvosi tanulmányait a bécsi egyetemen végezte, ahol 1875-ben nyert orvosdoktori oklevelet és azon évben Borsod-Mezőkeresztesen telepedett le. 1876-ban tiszteletbeli járásorvosnak nevezték ki, 1878-ban ugyanott körorvosnak választották, 1883-ban a pénzügyminiszter bányakerületi műtőnek Selmecbányára nevezte ki, ahol bányafőorvossá lépett elő és húsz évig a törvényhatóság képviselőtestületében is buzgó munkásságot fejtett ki. Erzsébet királyné a Vöröskereszt-egylet érdekében kifejtett munkásságáért 1893-ban díszoklevéllel tüntette ki. A gyermekbarát-egyesület elnökké választotta. Az orvosi hivatásán kívül a közgazdaság terén is működött, így igazgatója volt a selmeci kereskedelmi és hitelintézetnek.
Cikke a Gyógyászatban (1871. Másod hasüri terhességnek egy esete); a Hont vármegye cz. monographiában: Magyarország vármegyéi (1907. Közegészségügy.)

## Munkája
- Selmeczbánya szab. kir. város közegészségügye, az egészséget érintő megjegyzések kiséretében. Selmeczbánya, 1905.